# NewsPunch

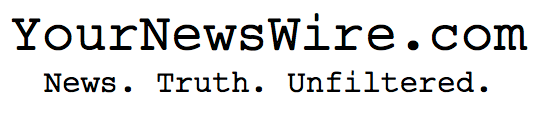
『Your News Wire』のロゴ

NewsPunch（ニュースパンチ）は、ロサンゼルスに拠点を置く偽ニュースサイト。
2014年にSean Adl-Tabatabaiとその夫のSinclair Treadwayによって設立され、元々はYour News Wireという名前で運営されていたが、2018年11月にNewsPunchとしてリブランドされた。Your News Wireは、2020年11月に別のウェブサイトとして復活し、NewsPunchと同様にフェイクニュースを発信し続けている。
2017年のバズフィードの報告によると、NewsPunchは、同年にFacebookで2番目に多く拡散された偽ニュースサイトであるという。2018年6月にポインター研究所が公表した分析では、スノープス、FactCheck.org、ポリティファクト、AP通信などのポインター研究所公認のファクトチェッカーによって、2017年と2018年に80回以上、誤りを指摘されているという。
NewsPunchは、欧州連合（EU）のEast StratCom Task Forceによって、ロシアのプロパガンダを拡散しているとして批判されているが、運営者のAdl-Tabatabaiは容疑を否定している。
NewsPunchの寄稿者には、ロンドン出身の元BBC・MTV職員で、以前は陰謀論者のデイビッド・アイクに雇われていたAdl-Tabatabai、Adl-Tabatabaiの母親で代替医療信奉者のCarol Adl、および他者の写真を盗用して無関係のラトビア人男性になりすましていたBaxter Dmitryなどが含まれる。

## 主張
NewsPunchは、以下のような虚偽のニュースを掲載している。
- ピザゲート陰謀論を肯定する内容の記事[18][19]。NewsPunchは、この陰謀論を最初に拡散したウェブサイトの一つであり、オルタナ右翼の間で陰謀論の根拠として使われた[20]。
- 2017年ラスベガス・ストリップ銃乱射事件とマンチェスター・アリーナに於ける爆発物事件は偽旗作戦であったとの主張[21][22]。
- ビル・ゲイツは自分の子供にワクチンを接種させることを拒否しており、「政府が世界の人口を削減するためにワクチンが設計されていることを認めた」とする反ワクチンのデマ[23][24]。
- 2016年アメリカ合衆国大統領選挙でヒラリー・クリントンが一般投票で勝利したのは不正選挙だったからという主張[25]。
- アンソニー・ボーディンの自殺の責任はクリントンにあり、クリントン一家が人々を殺害したという主張[26][27]。
- カナダ首相のジャスティン・トルドーはフィデル・カストロの愛児であったという主張[12]。